# Donato Di Monte
Donato Raimondo Di Monte (San Severo, 5 febbraio 1968) è un ex cestista e dirigente sportivo italiano.

## Carriera
L'esordio in A1 avviene con la Yoga Bologna. Diventa un girovago del basket per le sue alte qualità realizzative e venne chiamato lo zio d'America e anche il cecchino per le sue doti da tre metri e dalla media distanza.
Nel 1991-92 è stato capocannoniere della Serie B d'Eccellenza con la maglia del Ragusa, totalizzando una media di 25,9 punti. Nel 1997-1998 è il miglior marcatore della Serie B2 con 22,6 punti di media.
Dopo il ritiro da giocatore, dal 2011 fino al 2013 è stato direttore sportivo della Cestistica San Severo.
È uno dei cestisti italiani ad aver superato quota 10.000 punti realizzati nei campionati FIP.